# Richard Berry (musicus)
Richard Berry (Extension, 11 april 1935 - Inglewood, 23 januari 1997) was een Amerikaanse zanger en songwriter, die vooral bekend staat om zijn nummer Louie Louie (1957).